# Zbudská Belá
Zbudská Belá je obec nacházející se na Slovensku v okrese Medzilaborce v Prešovském kraji. ležící v údolí řeky Laborec. Žije zde 116 obyvatel.

## Pamětihodnosti
- řeckokatolický Chrám Zesnutí přesvaté Bohorodičky z roku 1730[2]
- vojenské hřbitovy z 1. světové války[3][4][5][6]